# Koninklijke Collectie (België)

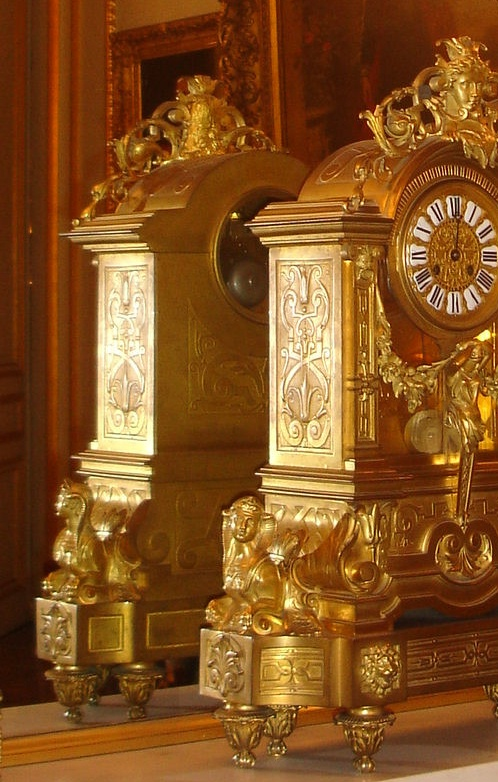
Vergulde klok, 19e eeuw

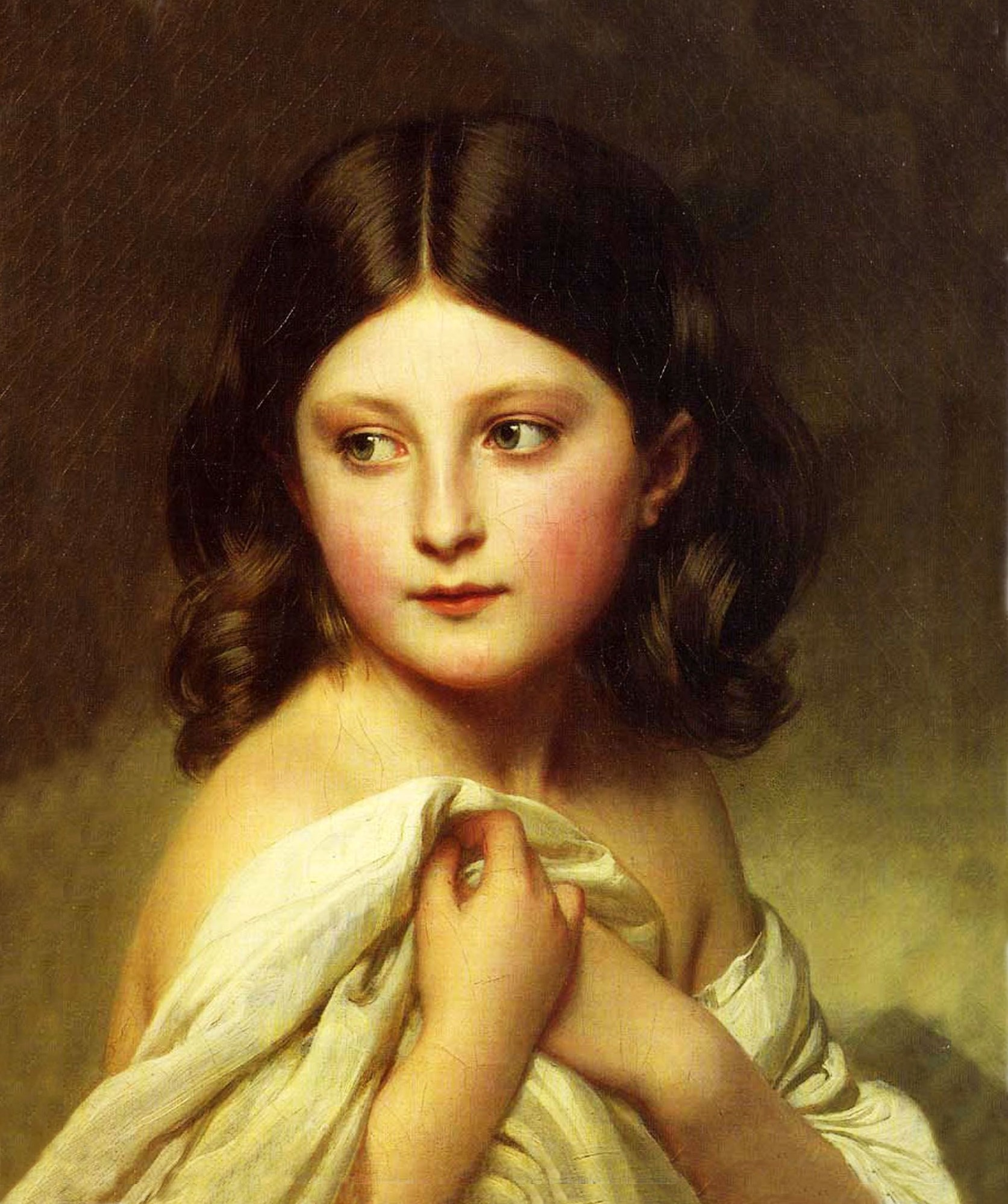
Winterhalter, Allegorie van de schaamte- Prinses Charlotte

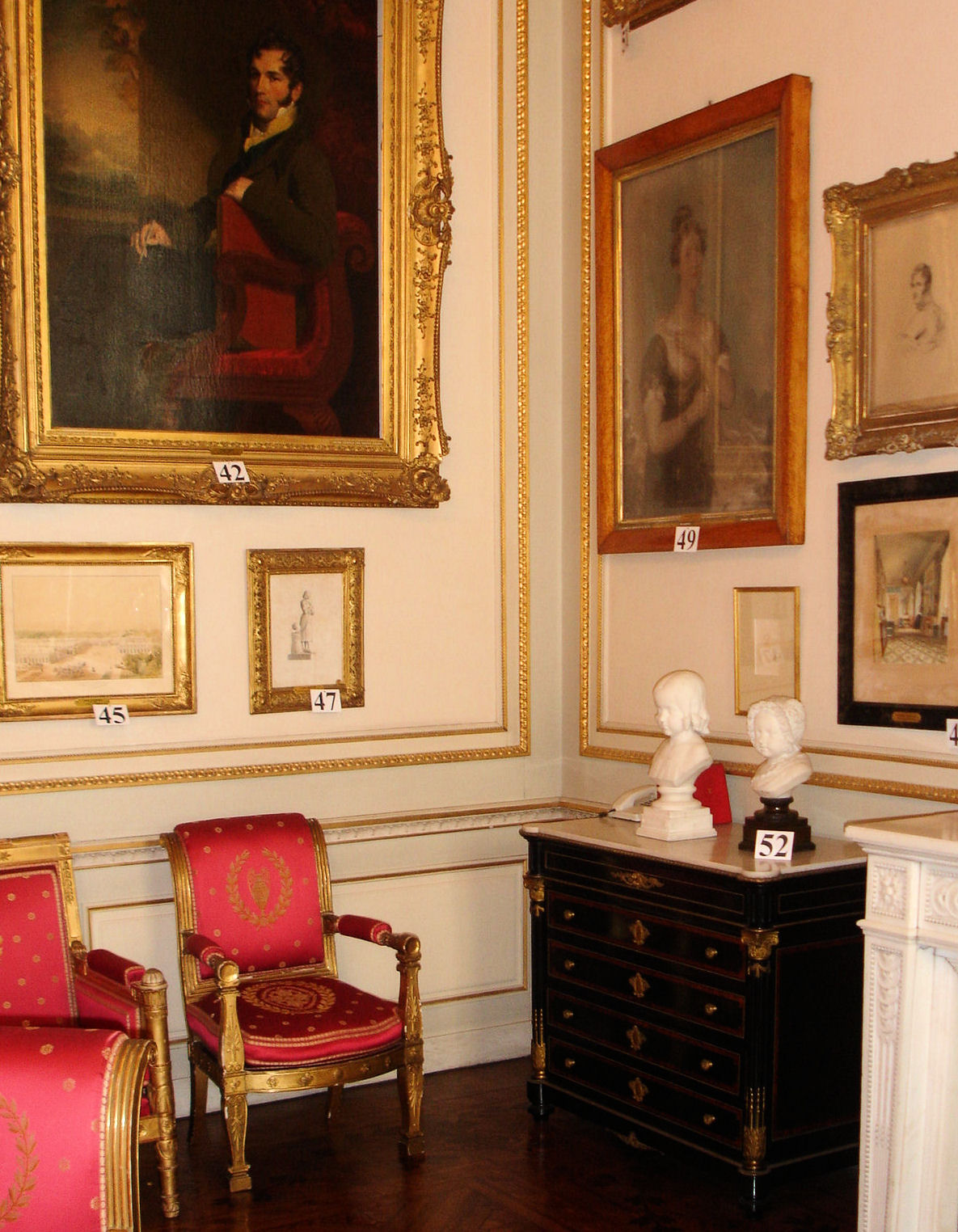
In het Coburg Salon, te Brussel, worden verschillende kunstwerken van koning Leopold bewaard.

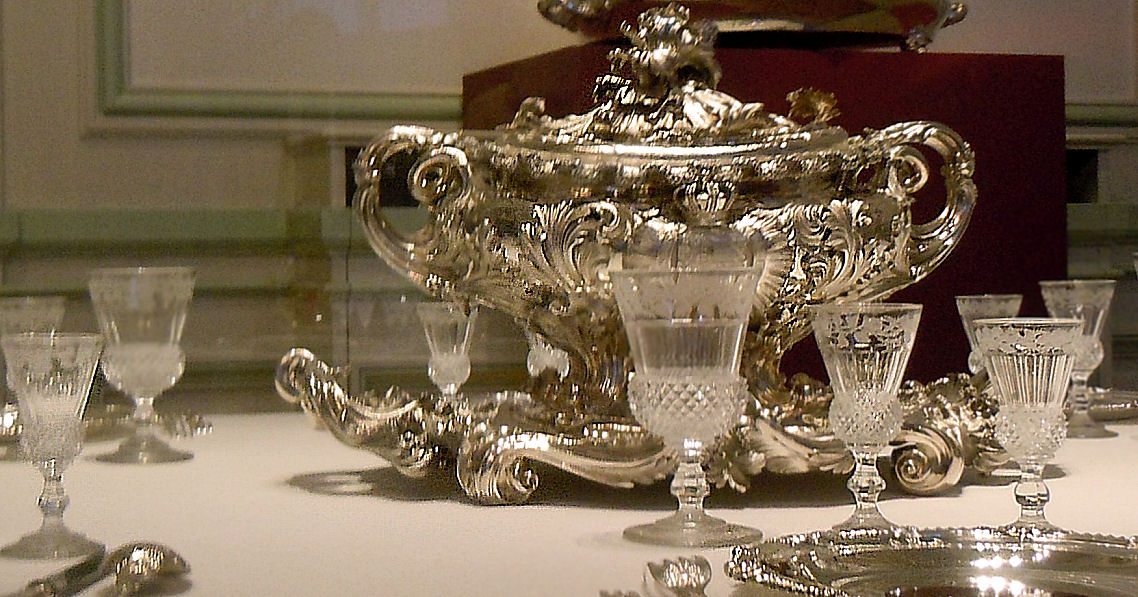
Zilverwerk met wapenschilden

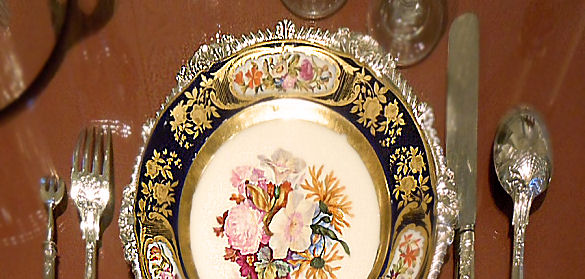
Porselein

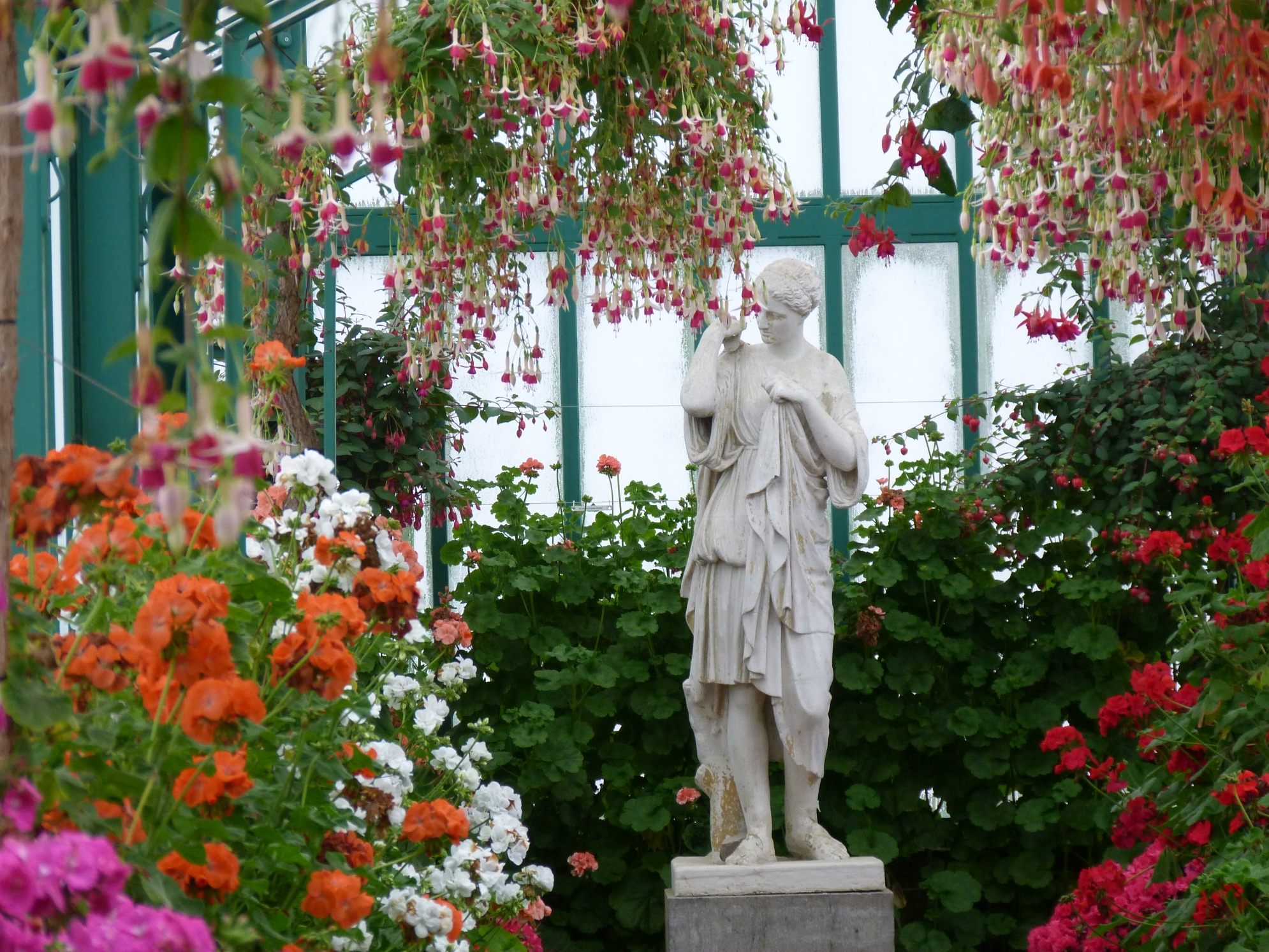
Beeldhouwkunst in de koninklijke plantencollectie

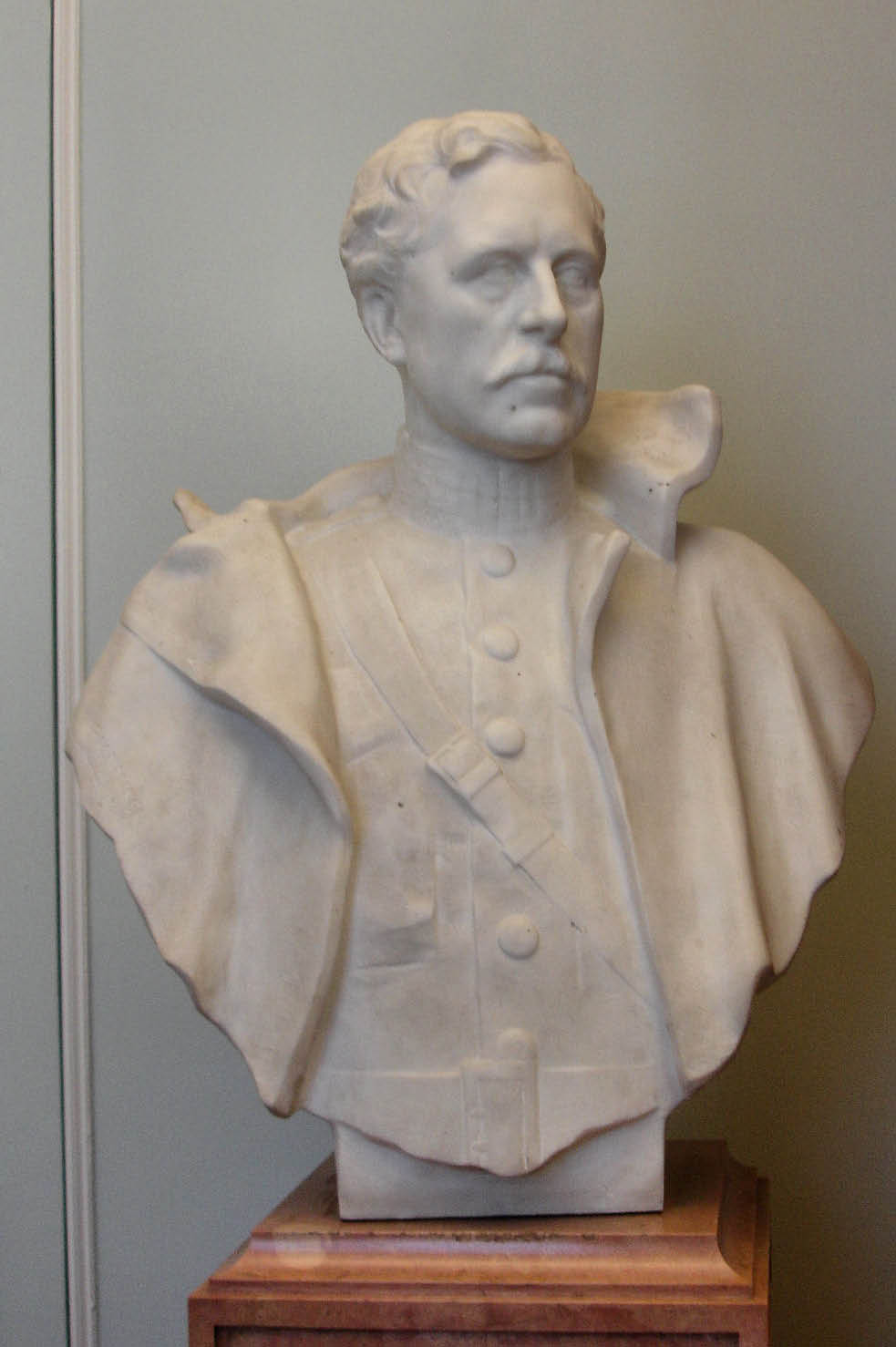
Buste, Albert I, Koning der Belgen

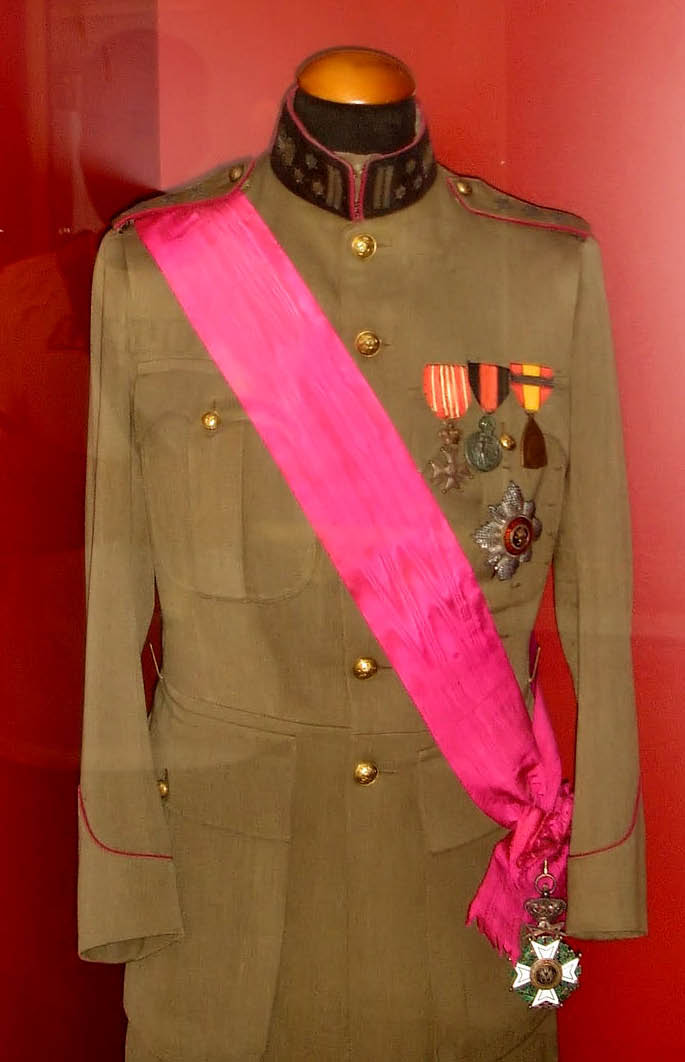
Uniform van Albert I

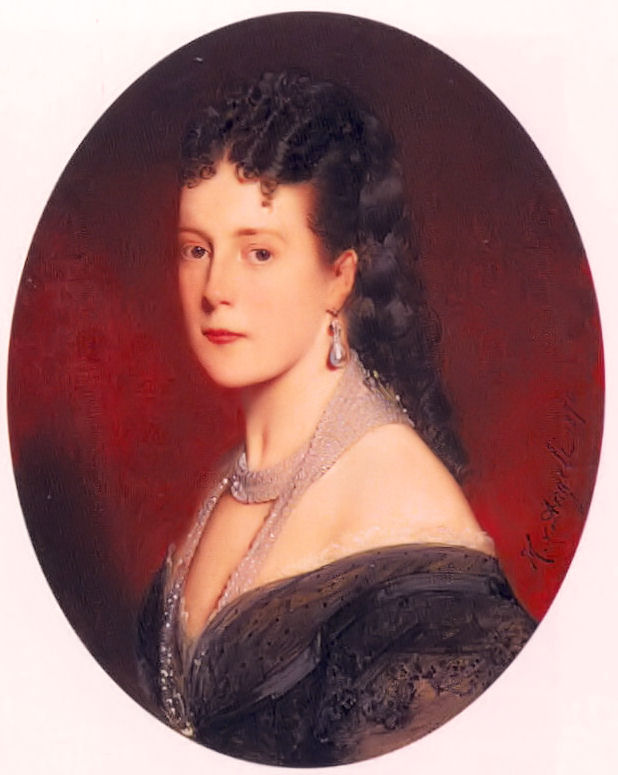
Marc Angeli, 1870. Portret van Koningin Maria-Hendrikka

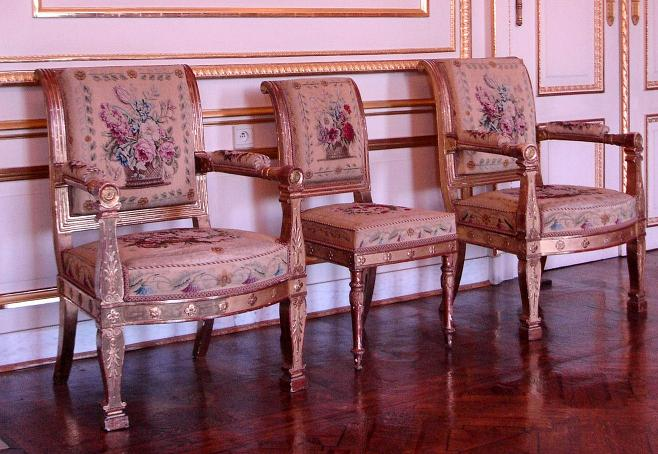
vergulde garnituur "Manufacture de Beauvais " uit de collectie van Lodewijk Filips

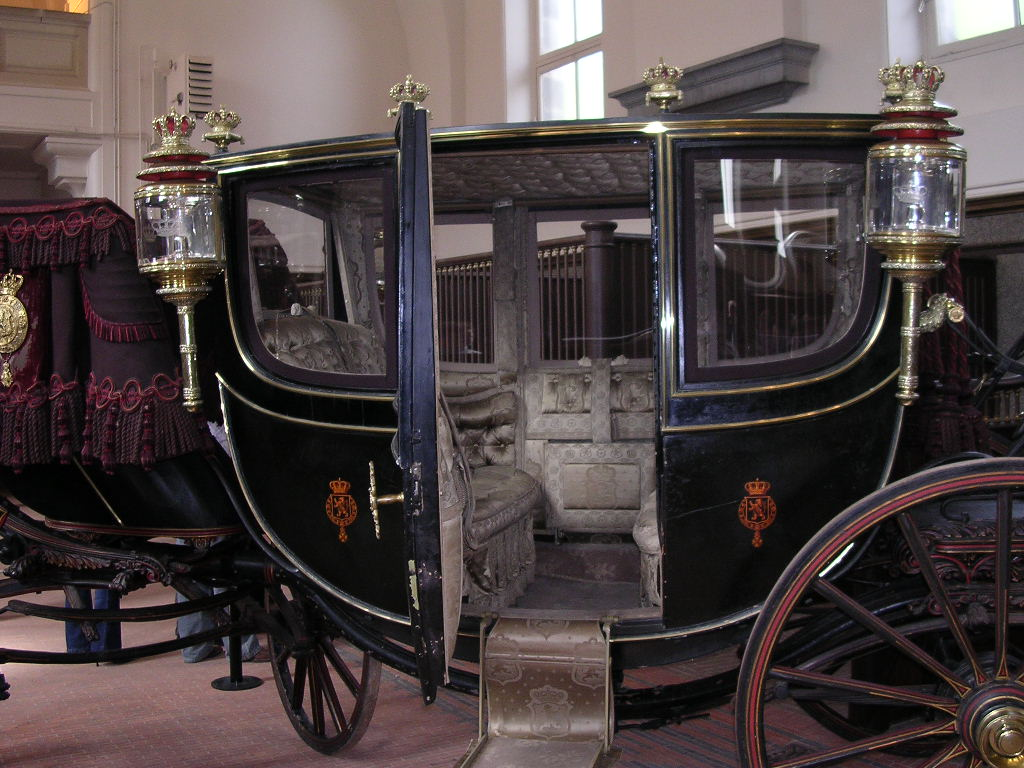
Koets, eind 19e eeuw

De Belgische Koninklijke Collectie of De Koninklijke Verzameling (Frans: La Collection Royale, Duits: Die Königliche Sammlung) is een groeiende collectie kunstwerken gevormd door verscheidene koningen en die beheerd wordt door de staat. De belangrijkste collectievormers waren keizer Napoleon, de koningen Lodewijk Filips van Frankrijk, Willem I, Leopold I, Leopold II, Leopold III en koningin Paola.
De collectie omvat meubilair, schilderijen, foto's, boeken, manuscripten, kostuums en gewaden, kant, wandtapijten, beeldhouwkunst, aquarellen, gravures, kristal, speelgoed, porselein, edelsmeedkunst, koetsen, wagens en treinstellen. Ook de koninklijke plantencollectie behoort hier bij. De collectie is verspreid over de koninklijke kastelen en kroongoederen.

## Collectievorming
De eerste vorming bestond uit de meubels die werden besteld door Napoleon, toen deze in het kasteel van Laken verbleef. Ten tijde van Leopold II ging een aanzienlijk deel van de keizerlijke collectie teloor in een brand. Zo ging onder meer de hele keizerlijke bibliotheek en een groot aantal waardevolle empiremeubels in vlammen op, doch zijn er nog een paar meubels bewaard. Het is niet eenvoudig om deze collectie te beheren voor het nageslacht. In het verleden was de hele collectie privébezit. Vandaar dat sommige stukken verkocht werden. Sommige delen zijn uitgeleend als bruikleen; van de meer dan 20 koetsen en berlines is enkel een tweetal koetsen bewaard in de collectie.

## Schilderkunst
In de verzameling bevinden zich hoofdzakelijk portretten. Leopold I bestelde veel schilderijen bij Gustaaf Wappers en Nicaise De Keyser. Hiermee stimuleerde hij de plaatselijke academische kunst. De schilderijen zijn veelal opgehangen als decoratie van de salons. In de grote salons hangen officiële portretten, in kleinere salons vinden we meer decoratieve stukken.
In het bureau van de koning hangt het portret van Leopold I door Liévin De Winne en een portret van zijn moeder koningin Astrid. Het was de gewoonte dat het vorstenpaar zich liet schilderen door een Belgisch kunstenaar, hetgeen Leopold I reeds deed.
Daarnaast hangen veel realistische werken, typerend naar de smaak van die tijd. Ook zijn er werken bewaard van koning Leopold I, de gravin van Vlaanderen, prinses Marie Henriëtte en graaf Karel van Vlaanderen. De gravin was een verdienstelijke kunstenares die talloze aquarellen schilderde. Deze zijn niet permanent tentoongesteld; de andere werken worden op schriftelijk verzoek in bruikleen gegeven voor tentoonstellingen. Een deel van de schilderijen kan worden aanschouwd tijdens de opening van de salons. De laatste acquisities werden door koningin Paola verwezenlijkt die Michaël Borremans de opdracht gaf voor het schilderen van kleinere werken. Zij werden aan de verzameling toegevoegd.
- Simon Vouet: De Heilige Willem van Aquitanië
- Cornelis Schut: De Steniging van de H. Stefanus
- Nicolas de Largillière: Philippe van Orleans, regent van Frankrijk
- Franz Xaver Winterhalter: onder andere Prinses Charlotte als kind met rozen in de hand, Prinses Charlotte in het rose met strohoed  en Prinses Charlotte als kind ten voeten uit met zwarte sjerp
- Emile Claus: Gestraft kind met kleine witte hond
- Franz Courtens: In het veen, Zonnestralen na een regenbui, Eenzaamheid, Zomer in het koninklijk park van Laken
- Ferdinand De Braekeleer: Bedelaar met twee kinderen
- Luis Tristan de Escamilla: Sint Franciscus geknield voor Christus aan het kruis
- Nicaise De Keyser: Elisabeth van Hongarije deelt aalmoezen uit
- François Dubois: Portretten van Louis Philippe en Amélie van Frankrijk
- George Hayter: Portret van koningin Victoria
- Jean Auguste Dominique Ingres: De blinde Homeros begeleid door een jonge man
- Thomas Lawrence: George IV van Engeland
- Charles Lebrun: De allegorie van de architectuur
- Arthur Melville:  Prins Albert van Engeland
- Constantin Meunier: Verraad van Judas, Kasteel van Ciergnon
- Samuel Reynolds: portret van Leopold I
- Degroux
- De Saedeleer
- Galinard
- Gaillat
- Charles Hermans
- Willem Roelofs
- François Stroobant
- Frans Vinck
- Henry Van de Velde
- Guido Reni
- Alphonse Balat
- Jan Fabre
- Dirk Braeckman

## Toegepaste kunst
In de verzameling bevinden zich verschillende serviezen voor formeel gebruik. Leopold I bracht servies mee van het Engelse hof en een grote collectie zilverwerk. Deze collectie draagt de wapens van Leopold met de Orde van de Kousenband eronder.
- 130 serviesborden met vogels naar Buffon, 1833, gemaakt door Faber
- 144 zilveren borden met schelpenmotief, gemaakt door Rundell
- Groot servies Vieux Bruxelles
- Brits kristal met distels.

De laatste aankoop gebeurde op last van koning Albert bij zijn leverancier Val Saint-Lambert. Traditiegetrouw wordt al het met de hand gemaakte kristal en servies met de koninklijke wapens versierd.

## Beeldhouwkunst
Naast bustes van de vorsten en hun familie omvat de collectie veel academische sculpturen. Zo is er een portret van hertog Lodewijk van Beieren, gemaakt door koningin Elisabeth, dat behoort tot de verzameling. De vorstin had haar eigen atelier in het Park van Laken. Zij was overigens ook een gepassioneerd fotograaf.
- François Rude
- Auguste Rodin, bas-reliëf troonzaal
- Jan Fabre, Heaven of delight - Spiegelzaal, op verzoek van koningin Paola

Ook bevat de verzameling een beroemde selectie Egyptische sculpturen zoals een beeld van farao Amenhotep III.

## Meubilair
Het belangrijkste deel van de verzameling bestaat uit meubelen die de verschillende salons en zalen sieren. Napoleon drukte zijn stempel door verschillende salons in empirestijl in te richten. Sommige meubels komen uit de beroemde collectie van het Tuilerieënpaleis en werden op keizerlijk bevel naar Laken gebracht. De meeste meubels zijn te klasseren als Frans en dateren uit de periode Louis-Philippe. Er zijn twee bekende salongarnituren die vermeldenswaardig zijn. Enerzijds de vergulde garnituur "Manufacture de Beauvais" door François-Honoré-Georges Jacob-Desmalter in de Witte salons, bestaande uit zetels, banken, tabouretten (pliant), scherm, haardscherm, en stoelen huwelijkscadeau van de Franse Koning aan zijn schoonzoon. Dit kostbare huwelijksgeschenk werd uitvoerig beschreven en komt uit het muzieksalon te St Cloud. Anderzijds een grote ganituur "Manufacture de Beauvais, ca. 1844", die in de Prinsengalerij staat. Verder nog empiremeubelen gestempeld Ancien palais de Saint-Cloud, door Desmalter, meubelen gestempeld ten tijde van keizer Napoleon en een waardevolle blauwe zijden garnituur uit de empirezaal. Ook een bureau gesigneerd Riesener is opgenomen.
Toen Willem I als koning der Nederlanden in het kasteel verbleef schonk de staat ook hem meubilair; deze meubels bleven in België. Leopold II liet veel meubels in neostijlen vervaardigen, bestelde hij ook een hele gemeubileerde trein en kocht veel koetsen aan.Leopold III leefde in sobere stijl maar bestelde een modern bureau bij Henry Van de Velde.
De meubels worden hersteld door de diensten van het Paleis zelf. Ze worden nog gebruikt door het Hof, de koning maakt er gebruik van tijdens lange recepties en ontvangsten. Alle meubels dragen zegels of stempels met kronen, en hun standplaats.

## Textiel
Naast de Beauvais-meubelen in de salons bezit de koninklijke verzameling een bescheiden aantal wandtapijten. In het bureau van de koning hangt een reeks Vlaamse wandtapijten die mogelijk privaat bezit zijn. Daarnaast hangt er in de salons van Laken een verzameling Franse wandtapijten. Vermeldenswaardig is de verzameling Spaanse wandtapijten uit het Goya-salon geschonken door koningin Isabella uit de koninklijke manufactuur Santa Bárbara. De cartons werden in 1777 door Goya ontworpen en stellen Spaanse volksdansen en spelen voor.
Koningin Maria Hendrika legde een collectie aan met kloskant; deze waardevolle collectie is nu in het bezit van de Koninklijke Musea voor Kunst en Geschiedenis. Omdat ze de productie van kant stimuleerde, werd er een kantsoort naar haar vernoemd: Duchesse-kant. Ook tafellinnen en kostbaar damast behoort tot de koninklijke verzameling, deze worden actief gebruikt bij staatsbanketten en diners aan het hof.
Daarnaast worden ook staatsuniformen, livreien en jurken bewaard. De satijnen huwelijksjapon van koningin Paola door Buonanno en de tafzijden huwelijksjapon van prinses Astrid door Louis Mies maken ook deel uit van de verzameling. De bruidssluier Ruffo di Calabria behoort tot de privéverzameling van de koningin.

## Planten en bomen
Vermeldenswaardig is de bijzondere verzameling kostbare oranjebomen die in Laken bewaard worden. Het koninklijk arboretum bevat vele oude bomen, struiken die zowel inheems als tropisch zijn.

## Varia
- Leopold II bezat een grote collectie Afrikaanse kunst en traditionele muziekinstrumenten, deze bevindt zich nu in het Muziekinstrumentenmuseum en in Tervuren.
- Koningin Elisabeth van België had veel connecties met kunstenaars en wetenschappers. Ze kocht waardevolle muziekinstrumenten aan. In de paleizen staan nog steeds waardevolle piano's en harpen. De koningin zou zelfs een Stradivarius hebben gehad. Ze had vriendschappelijke relaties onder andere met Camille Saint-Saëns en Albert Einstein.
- Koningin Paola bracht de laatste grote wijzigingen aan, ze liet Jan Fabre in de Spiegelzaal de "Heaven of Delight" vervaardigen.[5]
- In 1993 werd door de federale regering voorgesteld een herdenkingsmedaille te slaan om de restauratiekosten van historische waardevolle stukken uit de Koninklijke Verzameling te bekostigen.[6]
- In 2008 werd door de Vlaamse regering bij monde van minister Geert Bourgeois een 150 meubelstukken teruggevraagd van prins Filip, die dit uit het paleis op de Meir afkomstige meubilair in bruikleen had.[7]